# Eduardo Andrade Sánchez
Eduardo Andrade Sánchez (Coatzacoalcos, Veracruz; 29 de julio de 1948) es un político, jurista y locutor mexicano, que ha sido en varias ocasiones diputado federal y senador.
Se inició desde muy joven tanto en la locución como en la política. Miembro del PRI desde 1965, se trasladó a la Ciudad de México, donde trabajó como locutor en la estación XERCN-AM y posteriormente se tituló como abogado por la Universidad Nacional Autónoma de México. Fue cronista deportivo en Televisión Independiente de México de 1969 a 1972 y luego en Televisa de 1972 a 1976, donde se desempeñó además como Director de Noticieros Deportivos y de la revista Deporte Color. Simultáneamente se involucró en la política sindical de la televisión y en la actividad gremial de la Asociación Nacional de Locutores de la que fue Vicepresidente, lo cual le llevó a ocupar el cargo de secretario de Radio y Televisión de la Confederación Nacional de Organizaciones Populares del PRI.
Electo diputado federal por el I Distrito Electoral Federal del Distrito Federal a la L Legislatura de 1976 a 1979, en 1977 fue nombrado presidente de la Confederación Deportiva Mexicana (CODEME). Posteriormente ocupó la Subdirección de Prestaciones Económicas del Instituto de Seguridad y Servicios Sociales de los Trabajadores del Estado y la Dirección General de Información de la Secretaría del Trabajo y Previsión Social.
A partir de 1982 fue primero director general de Administración y luego de Comunicación Social de la Procuraduría General de la República. De 1985 a 1987 fue Abogado General de la Universidad Nacional Autónoma de México, luego fue representante del PRI ante la Comisión Federal Electoral durante las Elecciones de 1988. En 1989 fue nombrado director general de Asuntos Jurídicos de la Secretaría de Desarrollo Urbano y Ecología y luego subprocurador de Justicia del Distrito Federal. En 1992 el gobernador de Veracruz, Patricio Chirinos Calero, lo nombró procurador general de Justicia del Estado, cargo que ocupó hasta 1994, cuando fue postulado y electo senador por Veracruz para el periodo que terminaba en 2000. Fue presidente del Senado y vicepresidente de la Gran Comisión (órgano de gobierno del Senado), que se transformó en la Junta de Coordinación Política, de la cual fue integrante como vicecoordinador del Grupo Parlamentario del PRI. De 1997 a 1999 fue consejero del Consejo General del Instituto Federal Electoral designado por el poder legislativo ante el Instituto Federal Electoral.
Electo nuevamente diputado federal a la LVIII Legislatura de 2000 a 2003. De 2004 a principios de 2006 ocupó la vicepresidencia de radio y televisión de la Organización Editorial Mexicana, la organización periodística más grande de América Latina. Ha sido en tres ocasiones miembro del Comité Ejecutivo Nacional del PRI: de 1997 a 1998 como Coordinador de Asuntos Jurídicos; de 2005 a 2006 como Vocero y Coordinador de Prensa, y de 2013 a 2014 como presidente de la Conferencia Nacional de Legisladores Locales Priistas. En 2006 renunció a su militancia por desacuerdos con el candidato presidencial Roberto Madrazo Pintado; a partir de marzo de ese año regresó a la vicepresidencia de la OEM (Organización Editorial Mexicana), empresa periodística con ediciones de diarios en la mayor parte de los estados de la República Mexicana, en los cuales colaboró como editorialista desde mediados del año 2000 hasta junio de 2023.
Entre 2004 y 2009 volvió al periodismo radiofónico como conductor y productor de dos programas: “En Análisis”, de comentarios de fondo sobre temas de interés nacional, y “En la Mira”, en el que realizaba entrevistas a destacadas personalidades. Con motivo de los 100 años de la Constitución de 1917, promovió y asesoró la producción de la serie televisiva “Voces de la Constitución”, transmitida por Canal Once. En ese mismo canal, para recordar los acontecimientos de 1968 al cumplirse 50 años de los Juegos Olímpicos en México, participó en la elaboración de guiones, realizó entrevistas y condujo la serie “Memoria 68”.
Su actividad en los medios de comunicación ha sido reconocida con cinco premios nacionales de periodismo. En 2006, el Club de Periodistas de México, A.C., le concedió el Premio Nacional de Periodismo por su programa radiofónico "En Análisis". Y en 2008, por su programa de entrevistas "En la Mira". La Federación de Asociaciones de Periodistas Mexicanos le otorgó el Premio México de Periodismo 2008. En 2012 recibió el Premio Nacional de Comunicación José Pagés Llergo en el género de Periodismo Jurídico. En 2023, la Federación de Asociaciones de Periodistas Mexicanos y el Colegio de Licenciados en Periodismo le otorgaron conjuntamente el Premio México de Periodismo “Ricardo Flores Magón” por 61 años de ejercicio profesional.
Desde julio de 2023, el prestigiado diario El Universal publica semanalmente sus artículos de opinión.
Como jurista, ha impartido cátedra en la Facultad de Derecho de la Universidad Nacional Autónoma de México desde 1976, donde es profesor titular por oposición de las materias Teoría General del Estado, Ciencia Política y Derecho Constitucional. De 1988 a 1991 presidió el Colegio de Profesores de Teoría General del Estado de la misma facultad, donde actualmente imparte Teoría de la Constitución y Teoría General del Estado. En 2017, el Consejo Técnico de dicha facultad le distinguió con la Cátedra Extraordinaria “Héctor González Uribe”. Ha sido galardonado con la Gran Cruz al Mérito Legislativo por la Asociación Nacional de Abogados. También ha impartido Teoría del Estado y Derecho Constitucional en la Facultad de Derecho de la Universidad Veracruzana. Es profesor de las materias Ciencia Política, Teoría del Estado, Sistemas Electorales y Política Comparada en El Colegio de Veracruz. En 2017 ingresó al Sistema Nacional de Investigadores. Asimismo, ha impartido diversas cátedras en el posgrado de la Universidad de Xalapa y en el Instituto de Especialización Judicial del Tribunal de Justicia Administrativa de la Ciudad de México desde 2022.
Su renuncia al PRI no le fue aceptada por la Comisión de Justicia Partidaria y, en 2008, se reintegró a las actividades partidistas. Al año siguiente, ocupó la Secretaría Adjunta a la Presidencia del Comité Directivo Estatal de ese partido en el estado de Veracruz; también se desempeñó como representante del mismo partido ante el Consejo Local del Instituto Federal Electoral (actual Instituto Nacional Electoral) y como miembro del Consejo General del Instituto Electoral Veracruzano.
En julio de 2010 fue elegido diputado al Congreso del Estado de Veracruz. En noviembre de ese mismo año, los integrantes del Congreso, provenientes de diferentes partidos, lo eligieron por unanimidad como su presidente. En noviembre de 2011 y 2012, fue sucesivamente reelecto en dicho cargo. En agosto de 2012 fue elegido presidente de la Conferencia Permanente de Congresos Locales (COPECOL), organización que reúne a los diputados de los órganos legislativos de todas las entidades federativas del país, independientemente de su filiación partidista. Como reconocimiento a su labor como promotor y artífice de esta organización, fue galardonado con la Medalla al Mérito Legislativo "José María Morelos y Pavón", el 24 de octubre de 2014 en Palacio Nacional.
Concluido su periodo como diputado local (noviembre de 2013), fue designado Consejero de Asuntos Legales del gobierno estatal. De enero de 2015 a julio de 2018, se desempeñó como magistrado del Tribunal Superior de Justicia del Estado de Veracruz, donde fue miembro de la Visitaduría y de las Salas Administrativa Regional, Segunda Civil, Tercera Penal y Constitucional, de la cual fue presidente. De febrero de 2019 a febrero de 2022, ocupó el cargo de director general de Profesiones de la Secretaría de Educación Pública del Gobierno Federal.
En enero de 2024 renunció definitivamente al PRI por desacuerdo con la alianza pactada con el PAN para postular candidata a la Presidencia de la República. 
En febrero de 2025 obtuvo la idoneidad otorgada por el Comité de Evaluación del Poder Legislativo Federal para participar como Precandidato a Ministro de la Suprema Corte de Justicia de la Nación en el proceso de insaculación por virtud del cual se decidieron en definitiva las candidaturas.
En 2003, el gobierno de Rumania le concedió la Condecoración de la Orden Servicio Fiel, en grado de Comendador.

## Libros
- “Derecho Constitucional y Teoría de la Constitución”. Tirant Lo Blanch. México. 2022.
- “Democracia sin Partidos. Hacia el empoderamiento de la sociedad civil”. Tirant lo Blanch y Facultad de Derecho UNAM. 2020.
- “Manual de derecho electoral. Guía de lo que pasa antes y después de que votas” Primera edición Oxford University Press e Instituto Nacional Electoral México. 2019. Segunda edición. Tirant Lo Blanch. México. 2022
- Veracruz en el Congreso Constituyente. 1916-1917. Secretaría de Cultura: Instituto Nacional de Investigaciones Históricas de las Revoluciones de México e Instituto de Investigaciones Jurídicas, UNAM. México. 2017.
- Constitución de los Estados Unidos Mexicanos comentada. Oxford University Press . 5a. edición, 2020. Primera edición en Editorial DIKAIA. 2021.
- Introducción a la ciencia política. Oxford University Press  Cuarta Edición. México. 2012. Quinta edición. Tirant Lo Blanch. México. 2021.
- Veracruz. Siglo XIX. Historia de las Instituciones Jurídicas.  Colección: Historia de las instituciones jurídicas de los estados de la República Mexicana. Instituto de Investigaciones Jurídicas. UNAM y Senado de la República. 2010.
- Derecho Electoral. Oxford University Press. 2011
- Derecho Constitucional. Oxford University Press. 2008.
- Derecho municipal. Oxford University Press. México. 2006. Segunda edición. Tirant Lo Blanch. México. 2022.
- Teoría General del Estado . Oxford University Press.Tercera Edición. México.2020. Cuarta edición. Tirant Lo Blanch. México. 2021.
- El desafuero en el sistema constitucional mexicano. Instituto de Investigaciones Jurídicas. UNAM. México. 2004.
- Dos años de engaños. Fundación Colosio. Partido Revolucionario Institucional. México. 2002.
- Deficiencias del sistema electoral norteamericano. Instituto de Investigaciones Jurídicas. UNAM. México. 2001.
- La reforma política de 1996 en México. Coedición del Instituto de Investigaciones Jurídicas de la UNAM, la Corte de Constitucionalidad de la República de Guatemala y el procurador de Derechos Humanos de Guatemala. México. 1997.
- Instrumentos jurídicos contra el crimen organizado. Instituto de Investigaciones Jurídicas. UNAM y Senado de la República. México. 1996.
- Código Federal de instituciones políticas y procesos electorales, comentado. Oxford University Press. 1991.